# Erigeron hungaricus
Erigeron hungaricus là một loài thực vật có hoa trong họ Cúc. Loài này được (Vierh.) Pawł. mô tả khoa học đầu tiên năm 1934.